# Renodes apicosa
Renodes apicosa là một loài bướm đêm trong họ Erebidae.